# Máslovice
Máslovice (en allemand : Maslowitz) est une commune du district de Prague-Est, dans la région de Bohême-Centrale, en République tchèque. Sa population s'élevait à 371 habitants en 2020.

## Géographie
Máslovice se trouve à 1,5 km au nord-est de Libčice nad Vltavou, dont elle est séparée par la Vltava, à 3,5 km au sud-ouest d'Odolena Voda et à 70 km au nord-nord-est de Prague.
La commune est limitée par Zlončice et Postřižín au nord, par Vodochody à l'est, par Větrušice au sud, et par Libčice nad Vltavou et Dolany nad Vltavou à l'ouest.

## Histoire
La première mention écrite de la localité date de 1052.

## Transports
Par la route, Máslovice se trouve à 5 km d'Odolena Voda, à 16 km de Libčice nad Vltavou et à 34 km du centre de Prague.